# Culcasia
Culcasia, rod aroida iz porodice kozlačevki smješten u tribus Culcasieae. Pripada mu 27 priznatih vrsta iz tropske Afrike.

## Vrste
1. Culcasia angolensis Welw. ex Schott
2. Culcasia annetii Ntépé-Nyamè
3. Culcasia bosii Ntépé-Nyamè
4. Culcasia brevipetiolata Bogner
5. Culcasia caudata Engl.
6. Culcasia dinklagei Engl.
7. Culcasia ekongoloi Ntépé-Nyamè
8. Culcasia falcifolia Engl.
9. Culcasia glandulosa Hepper
10. Culcasia insulana N.E.Br.
11. Culcasia lanceolata Engl.
12. Culcasia liberica N.E.Br.
13. Culcasia linearifolia Bogner
14. Culcasia loukandensis Pellegr.
15. Culcasia mannii (Hook.f.) Engl.
16. Culcasia obliquifolia Engl.
17. Culcasia orientalis Mayo
18. Culcasia panduriformis Engl. & K.Krause
19. Culcasia parviflora N.E.Br.
20. Culcasia rotundifolia Bogner
21. Culcasia sanagensis Ntépé-Nyamè
22. Culcasia scandens P.Beauv.
23. Culcasia seretii De Wild.
24. Culcasia simiarum Ntépé-Nyamè
25. Culcasia striolata Engl.
26. Culcasia tenuifolia Engl.
27. Culcasia yangambiensis Louis & Mullend.

## Sinonimi
- Denhamia Schott